# Орлов, Николай Иванович (врач)
Николай Иванович Орлов (15 августа 1873, с. Орехово, Покровский уезд, Владимирская губерния — 22 февраля 1923, Казань) — русский врач, гигиенист, доктор медицины (1909), профессор (1918).

## Биография
Родился в семье священника 15 августа 1873 года в селе Орехово (ныне — город Орехово-Зуево), Покровский уезд, Владимирская губерния, Российская империя.
28 октября 1894 года стал ратником ополчения второго разряда. В 1900 году окончил медицинский факультет Казанского университета, после которого преподавал в земской фельдшерской школе, затем заведовал Оспопрививательным институтом Казанского губернского земства, одновременно с этим читал лекции студентам в Казанском университете.
В 1903 году начал работать сверхштатным лаборантом в гигиенической лаборатории у профессора Михаила Капустина. В 1909 году в Казанском университете успешно защитил докторскую диссертацию на тему «Материалы к вопросу о назначении варенного льняного масла (олифы) с гигиенической точки зрения». В том же году награждён Орденом Святого Станислава III степени.
С 1910 по 1912 год — сверхштатный лаборант без содержания по кафедре гигиены Императорского Казанского университета. С 1910 по 1912 года был в заграничной научной командировке. С 1913 года преподавал приват-доцентом на кафедре гигиены в Императорского Николаевского (Саратовском) университете.
В 1915 году начал работать в Казанском университете. В 1921 году назначен заведующим кафедрой гигиены. В 1918 году избран профессором. Николай Орлов написал труды по гигиене питания, изучил значение льняного масла «с гигиенической точки зрения».
Умер 22 февраля 1923 года в Казани.

## Награды
- Орден Святого Станислава III степени[2]

## Известные адреса
- Казань, 1-я полицейская часть, улица Касаткина, дом Николаева[3].
- Казань, 1-я полицейская часть, Нагорная улица, дом Знаменского[4].